# دیگو چاواری
دیگو ایوان چاواری رودریگز (به اسپانیایی: Diego Ivan Chavarri Rodriguez) (زاده ۷ مارس ۱۹۸۹ در نیویورک، ایالات متحده) بازیکن فوتبال پرویی–آمریکایی است که در پست مدافع کنار بازی می‌کند. این بازیکن عضو باشگاه یونیون کومرسیو بوده و هم‌اکنون به صورت قرضی برای باشگاه گسترش فولاد تبریز در لیگ برتر فوتبال ایران بازی می‌کند.

## زندگی شخصی
چاواری که متولد نیویورک در آمریکا است، تنها ۲ ماه در این شهر زندگی کرد و بعد از آن والدین او تصمیم گرفتند تا به سرزمین مادری‌شان، پرو بازگردند. چاواری در پرو رشد کرد؛ ولی همیشه لطف و محبت خاصی به کشور زادگاهش داشت. او هر زمان که بتواند برای دیدار با اقوامش به نیویورک سفر می‌کند.

## دوران حرفه‌ای
دیگو چاواری، دوران حرفه‌ای خود را با بازی برای تیم جوانان اسپورتینگ کریستال آغاز کرد تا این که در ۲۰۰۹ به عضویت تیم اصلی این باشگاه درآمد. در سال ۲۰۱۲ و در نیم‌فصل نخست آن سال، به عضویت باشگاه کوبرسول درآمده و در نیم‌فصل دوم نیز در باشگاه اسپورت هوآنکایو بازی کرد. در اوایل سال ۲۰۱۳ نیز با امضای قراردادی به باشگاه یونیون کومرسیو پیوست.
این بازیکن در ۱۲ تیر ۱۳۹۲ به صورت قرضی به استخدام باشگاه گسترش فولاد تبریز در لیگ برتر ایران در آمد تا نخستین بازیکن آمریکایی در تاریخ این لیگ باشد.

### تیم‌های ملی
چاواری در سال ۲۰۱۱ به تیم ملی فوتبال زیر ۲۳ سال ایالات متحده آمریکا دعوت شده بود؛ اما به علت مصدومیت از ادامه اردو بازماند. وی که در کشور آمریکا به دنیا آمده، نسبت به بازی در تیم ملی فوتبال آمریکا ابراز علاقه کرده است.